# Valkhof

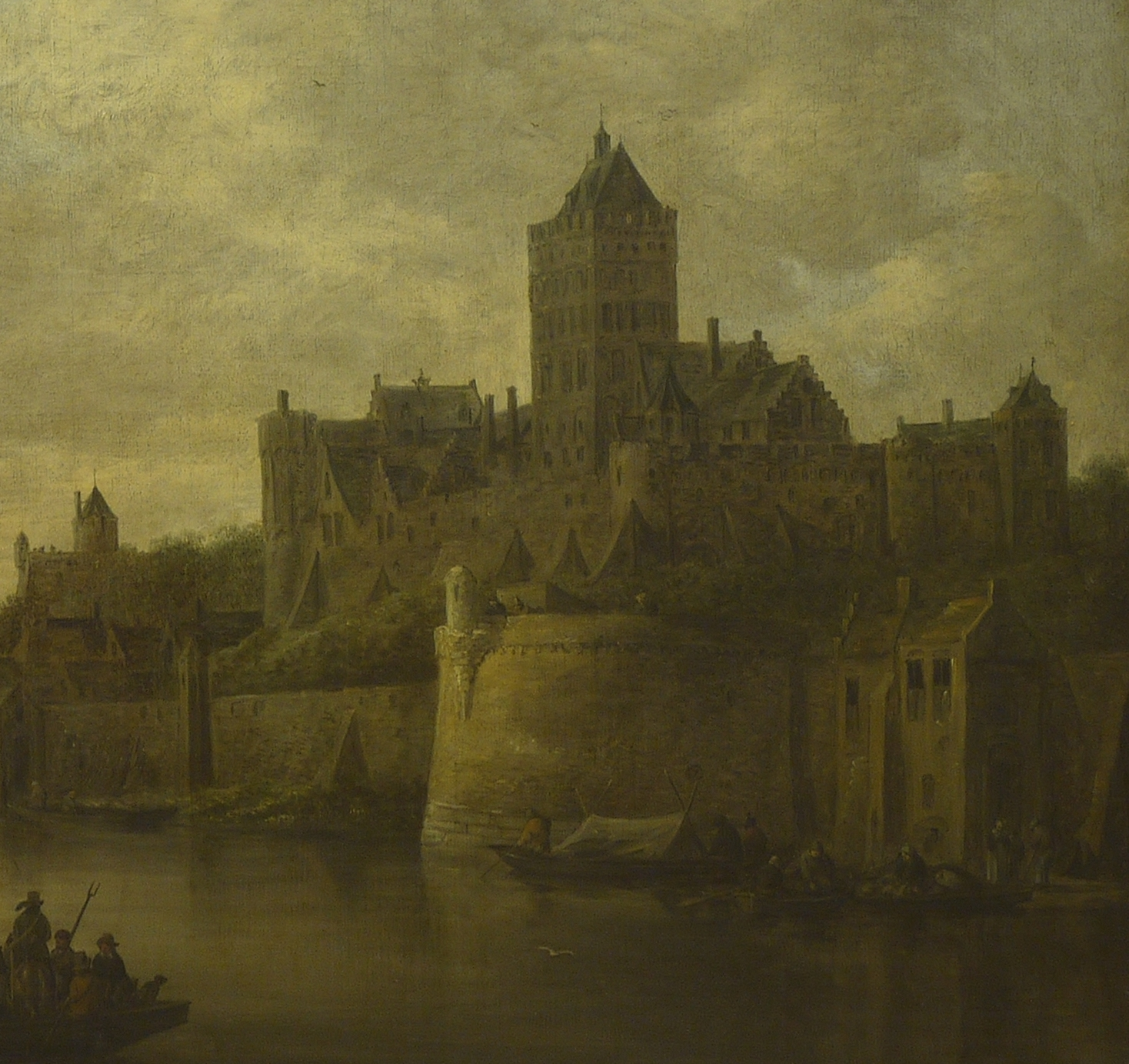
Ansicht des Valkhofs von Nordwesten, im Vordergrund Stratemakersturm und Fährtor. Ölgemälde von Jan van Goyen, 1646

Der Valkhof (niederländisch Het Valkhof, auch Valkhofburcht; Valkhofburg) war eine mittelalterliche Burg in Nijmegen in den Niederlanden und befand sich am heutigen Valkhofpark.
Die Burg wurde vor 777 für Karl den Großen errichtet. Er selbst und spätere Könige und Kaiser hielten sich dort bis ins frühe 11. Jahrhundert regelmäßig auf. 1388–1397 wurde die Pfalz zur gotischen Burganlage umgebaut. 1794 durch französische Truppen in Brand geschossen und schwer beschädigt, wurde die Ruine auf Abbruch verkauft und bis auf die Nikolauskapelle und die Chorapsis der Martinskapelle 1796–1799 abgerissen.

## Lage
Der Valkhof erhob sich östlich des mittelalterlichen Stadtzentrums von Nijmegen in beherrschender Lage auf dem 35 Meter hohen Valkhofheuvel, einem nordwestlichen Ausläufer des Niederrheinischen Höhenzugs, direkt am Südufer der Waal, eines Mündungsarms des Rheins im Rhein-Maas-Delta. Nach der Schleifung Ende des 18. Jahrhunderts befindet sich an dieser Stelle ein Park, in dem als einzige Überreste der Pfalz die Nikolauskapelle und ein Teil der Martinskapelle (im Volksmund Barbarossaruine) erhalten sind.

## Geschichte

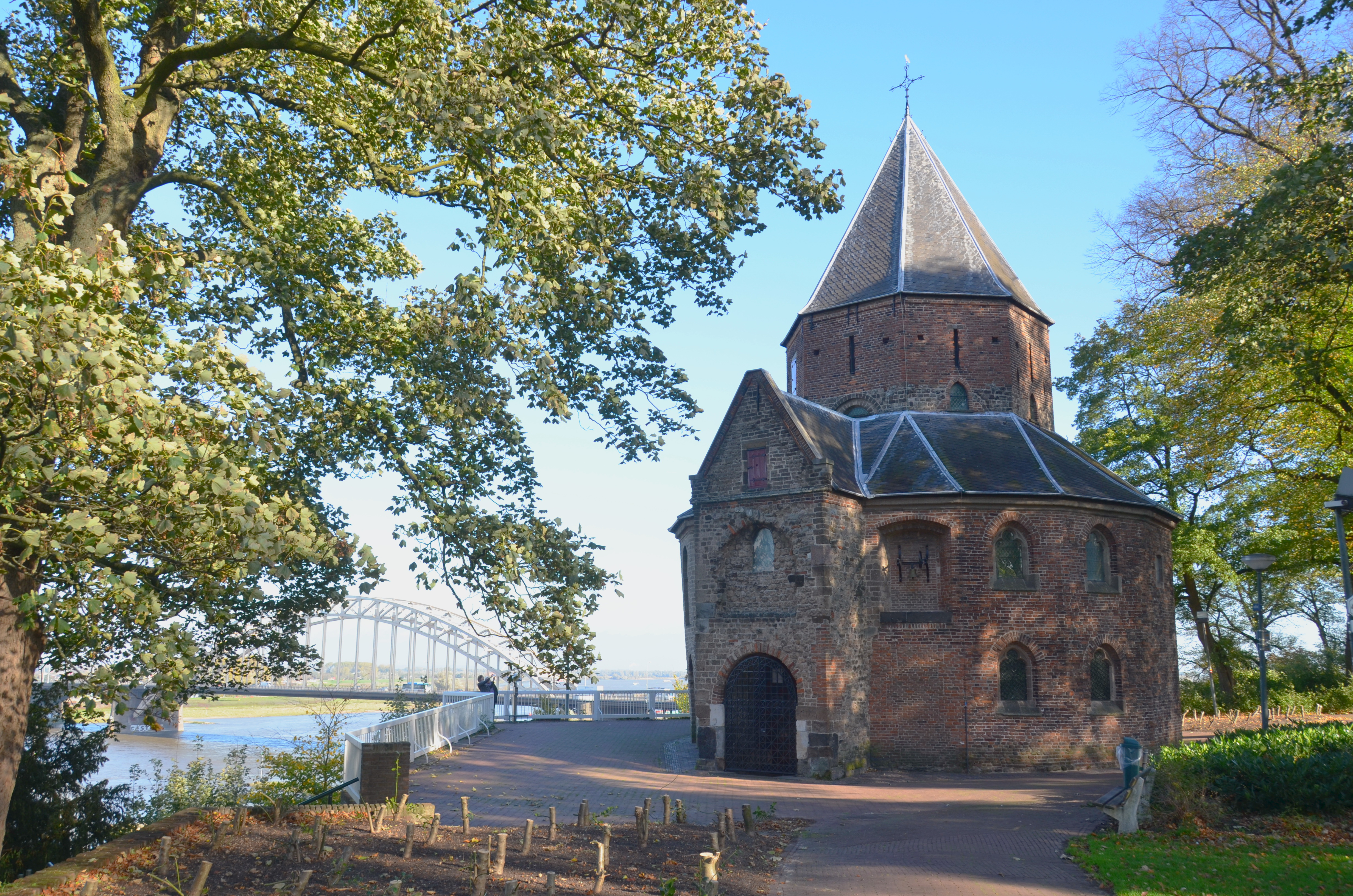
Nikolauskapelle, Außenansicht von Südwesten

Schon die Römer erkannten den strategischen Wert des Platzes und errichteten 12 v. Chr. nahebei auf dem Hunnerberg ein Kastell, bei dem sich die Zivilsiedlung Ulpia Noviomagus Batavorum, die Keimzelle Nijmegens, entwickelte. Der Frankenkönig Karl der Große ließ vor 777 die Pfalz errichten und hielt sich nach seiner Kaiserkrönung (800) noch dreimal hier auf. Ludwig der Fromme berief in Nijmegen insgesamt vier Reichsversammlungen ein, darunter jene im Oktober 830, welche die Konflikte mit seinen Söhnen regeln sollte. Im Winter 880/81 benutzten die Wikinger bei einem ihrer Raubzüge in das Rheinland die Pfalz von Nijmegen als befestigten Stützpunkt und brannten sie nach ihrem Abzug nieder.
Zahlreiche römisch-deutsche Könige und Kaiser hielten im 10. und frühen 11. Jahrhundert in der wiederhergestellten Pfalz Hof. Theophanu residierte in Nijmegen als Regentin für ihren unmündigen Sohn Otto III. und starb hier 991. Heinrich III. heiratete an Pfingsten 1036 in Nijmegen seine erste Frau Gunhild von Dänemark; aus diesem Anlass wurde möglicherweise die Nikolauskapelle errichtet.

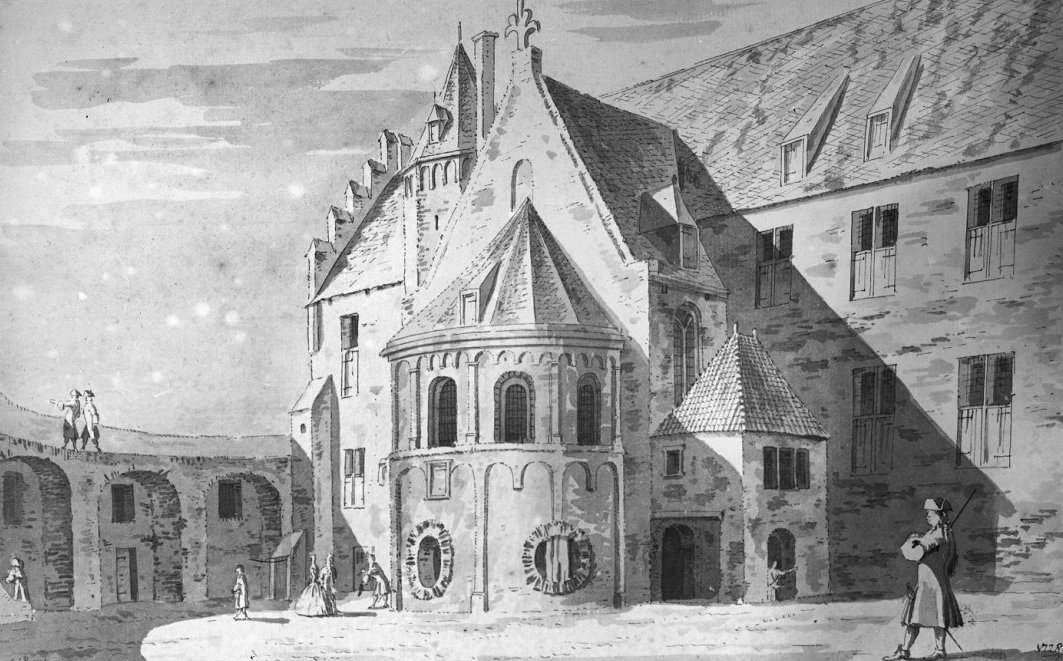
Saalbau mit Martinskapelle von Nordosten, Zeichnung von Cornelis Pronk, 1728

Nach der Zerstörung durch Herzog Gottfried den Bärtigen 1047 über ein Jahrhundert lang vernachlässigt, begann Kaiser Friedrich I. Barbarossa aus dem Hause der Staufer die Pfalz im Rahmen seiner Politik der Restauratio imperii zu einer ausgedehnten Burganlage mit mächtigem Donjon umzugestalten; die Bauinschrift von 1155 ist erhalten. Sein Sohn Heinrich VI., der 1165 in Nijmegen geboren wurde, erhielt 1189 den Auftrag, die Bauarbeiten zum Abschluss zu bringen.
1247 verpfändete Gegenkönig Wilhelm von Holland das Reichsgut von Nijmegen für 10.000 Mark Silber an Graf Otto II. von Geldern und Zutphen, der die Befestigungen der Burg umgehend verstärkte. Herzog Wilhelm von Jülich-Geldern ließ die Burganlage 1388–1397 zu dem gotisch geprägten Gebäudekomplex mit turmbewehrter Ringmauer, hohen Dächern, Treppengiebeln, Schornsteinen und Erkern ausbauen, wie er von zahlreichen Bildern und Drucken bekannt ist. Mit dem Vertrag von Venlo, der 1543 die Auflösung des Herzogtums Geldern besiegelte, fiel Nijmegen an Kaiser Karl V. Die letzten größeren Umbauten am Valkhof erfolgten 1564 unter dem habsburgisch-burgundischen Statthalter Charles de Brimeu. 1580/81 ließ der Rentmeister Wilhelm Snab baufällige Gebäude auf dem Pfalzgelände abreißen.
Die Landschaftsmaler des 17. Jahrhunderts waren vom „unholländischen“ Bild einer Stadt am Fluss mit einer wuchtigen Burg auf einem Hügel fasziniert. Aber die Glanzzeiten des Valkhofs, der schließlich an die Bürgerschaft Nijmegens überging, waren damals schon lange vorüber. Das Ende der alten Kaiserpfalz kam, als die Ideen der Französischen Revolution sich auch in den Niederlanden durchsetzten. 1794 durch französische Truppen in Brand geschossen und schwer beschädigt, wurde die Ruine der Valkhofburg im folgenden Jahr als Symbol des mittelalterlichen Feudalismus auf Abbruch verkauft und 1796–1799 fast vollständig dem Erdboden gleichgemacht; selbst die Fundamente wurden zur Steingewinnung ausgebrochen. Lediglich zwei Sakralbauten blieben vom Abriss verschont: die Nikolauskapelle und die Chorapsis der Martinskapelle.
Auf dem Gelände der Burg entstand nach 1800 nach Plänen von Jan David Zocher dem Älteren ein englischer Landschaftsgarten mit geschwungenen Wegen und großzügigen Flächen, der um 1830 von Hendrik van Lunteren umgestaltet wurde. Nach der Stadterweiterung im Jahr 1878 erschloss der flämische Landschaftsarchitekt Lieven Rosseels den Park im Jahr 1886 mit einer Brücke über den Weg zum Kelfkensbos. Durch Untersuchungen in den Jahren 1893–1895 identifizierte der deutsche Pfalzenforscher Konrad Plath die Anlage als karolingische Königspfalz. Seine Arbeit setzte der Stadtarchitekt Jan Jacob Weve (1852–1942) fort, der in den Jahren 1910/1911 eigene Grabungen veranlasste.
1978 wurde die Valkhofvereinigung gegründet, die die Überreste der Burg von Nijmegen schützen und zugänglich machen soll. Seit 1996 verwaltet sie einen Teil des Valkhofparks. 1999 wurde am südöstlichen Fuß des Burghügels das Museum Het Valkhof eröffnet. Das Gebäude wurde von Ben van Berkel entworfen. Seit 1994 findet im Valkhofpark ein Musikfestival statt; die Ruine der Martinskapelle dient dabei regelmäßig als Bühnenkulisse.
Eine Stiftung setzte sich seit einem positiven Referendum im Jahr 2006 im Auftrag der Stadt Nijmegen dafür ein, den Donjon auf der Grundlage alter Pläne und Ansichten originalgetreu zu rekonstruieren. Der Wiederaufbau sollte im Anschluss an archäologische Untersuchungen 2018–2019 erfolgen; die Planungs- und Baukosten wurden auf 4,5 Millionen Euro beziffert. Das umstrittene Projekt wurde jedoch im Dezember 2018 gestoppt.
In Erinnerung an die Staufer wurde im April 2018 im Valkhof eine Stauferstele errichtet.

## Anlage

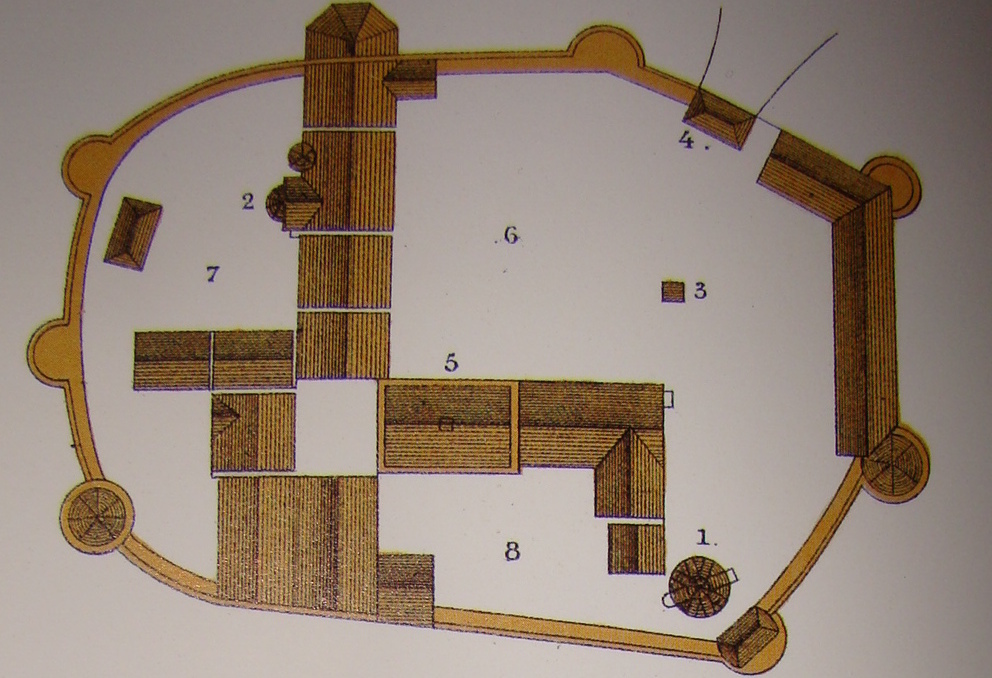
Dächerplan von 1725 (Norden ist unten)

Die Höhenburg bestand aus einer geräumigen Kernburg (Maße ca. 110 × 90 m) mit einem zentralen Wohnturm (5) aus dem 12. Jahrhundert sowie großzügigen, mehrstöckigen Wohn- und Repräsentationsbauten, die an den Nord-Süd- und West-Ost-Achsen ausgerichtet waren. Der romanische Donjon auf querrechteckigem Grundriss (Grundfläche 10,4 × 18 m) wies zwei Wohngeschosse mit gekuppelten Doppelfenstern auf. Der ursprünglich ca. 25 m hohe, aus Tuffsteinquadern errichtete Turm wurde im 14. Jahrhundert um ein weiteres Geschoss mit spätgotischem Zinnenkranz aufgestockt und erreichte mit dem steilen, von einem Dachreiter gekrönten Walmdach schließlich ca. 43,5 m Gesamthöhe. Im Volksmund Reuzentoren („Riesenturm“) genannt, prägte das Bauwerk gemeinsam mit dem Glockenturm der Stevenskerk auf der anderen Seite der Stadt über sechs Jahrhunderte die Silhouette Nijmegens. 
Die Nikolauskapelle (1) in der Nordwestecke des Berings ist ein oktogonaler Zentralbau mit 16-eckigem Außengrundriss (Durchmesser 13,5 Meter). Sie wurde nach gängiger Lehrmeinung um 1030 unter dem Salierkaiser Konrad II. nach dem Vorbild der Pfalzkapelle in Aachen errichtet und beim Brand 1047 schwer beschädigt; umfassende spätgotische Erneuerungen in Backstein datieren ins späte 14. und ins 16. Jahrhundert. Die Martinskapelle (2), eine Doppelkapelle aus der Mitte des 12. Jahrhunderts, schloss ostwärts mit halbrunder Apsis an den langgestreckten Saalbau, die sogenannte Königshalle an, wo das höfische Leben seit der Karolingerzeit seinen Mittelpunkt hatte.
Die oval-polygonale Umfassungsmauer war seit dem Ausbau im späten 14. Jahrhundert mit sieben Rund- und Halbrundtürmen bewehrt, die zum Teil achteckige Aufsätze trugen; der nordwestliche Eckturm und die beiden anschließenden Mauerzüge sind noch im Unterbau vorhanden. Der offene Wehrgang ruhte auf von Pfeilern getragenen Rundbögen. Im Westen und Südwesten des Burghofs lehnten sich Wirtschaftsgebäude an die Ringmauer an. Der Zugang zur Burg erfolgte auf der Stadtseite von Südwesten durch einen Torturm (4), von dem ebenfalls noch Fundamente erhalten sind. 
Der weitläufige Zwinger war auf der Landseite von Wällen, Vorwerken und einem großen Trockengraben umgeben, über den von der Stadt her eine Brücke in den Pfalzbezirk führte. Von den Außenmauern, die seit dem 14. Jahrhundert in die Stadtbefestigung einbezogen waren, zeugen noch Reste am Osthang des Burghügels. Auf der Flussseite unterhalb der Nikolauskapelle flankierte der Stratemakersturm, ein mächtiges Rondell aus dem späten 14. Jahrhundert, das Fährtor und sicherte den Zugang zum Hafen, der bereits in der Römerzeit bestand.

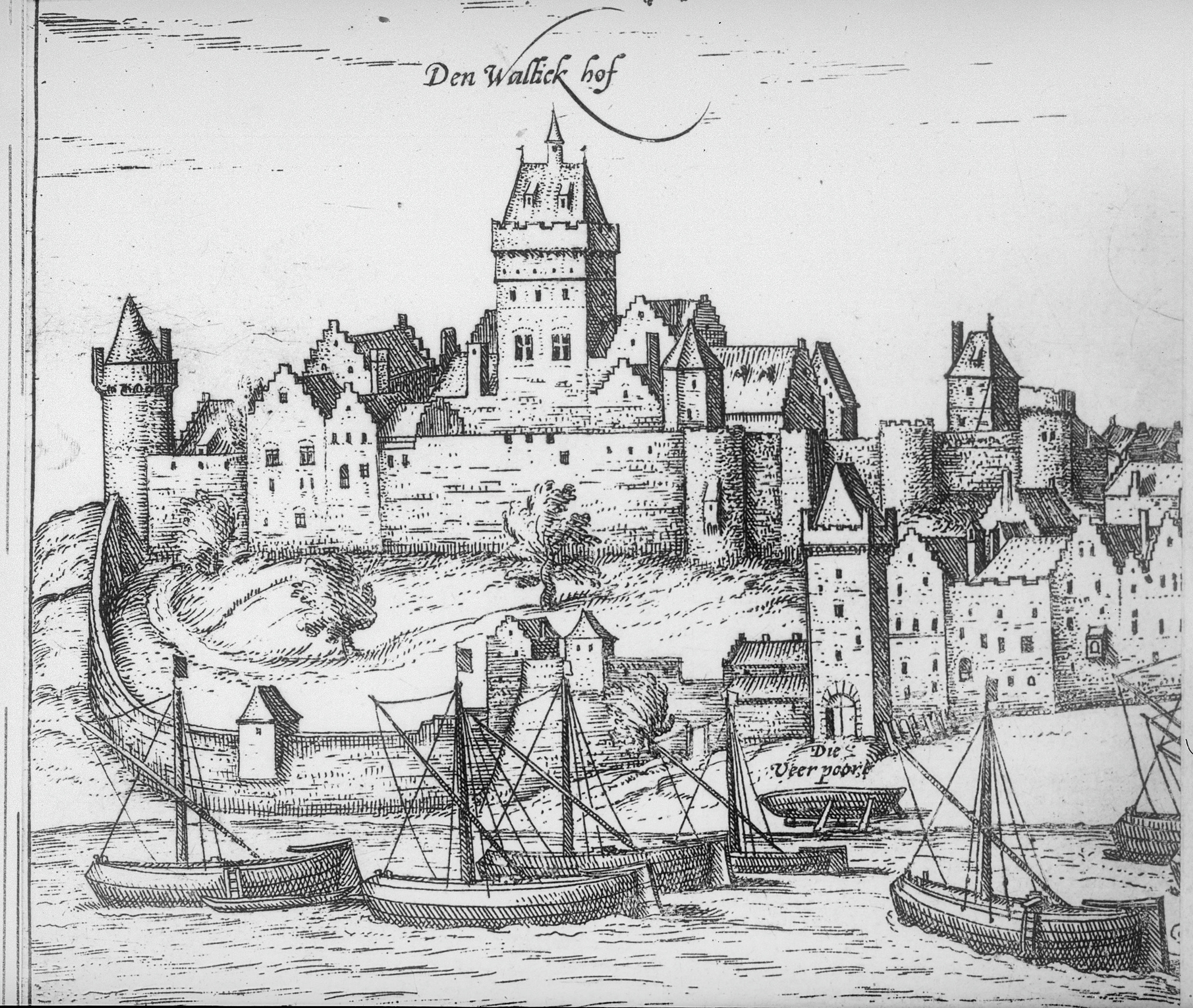
Valkhof von Norden, Kupferstich von Frans Hogenberg, 1582
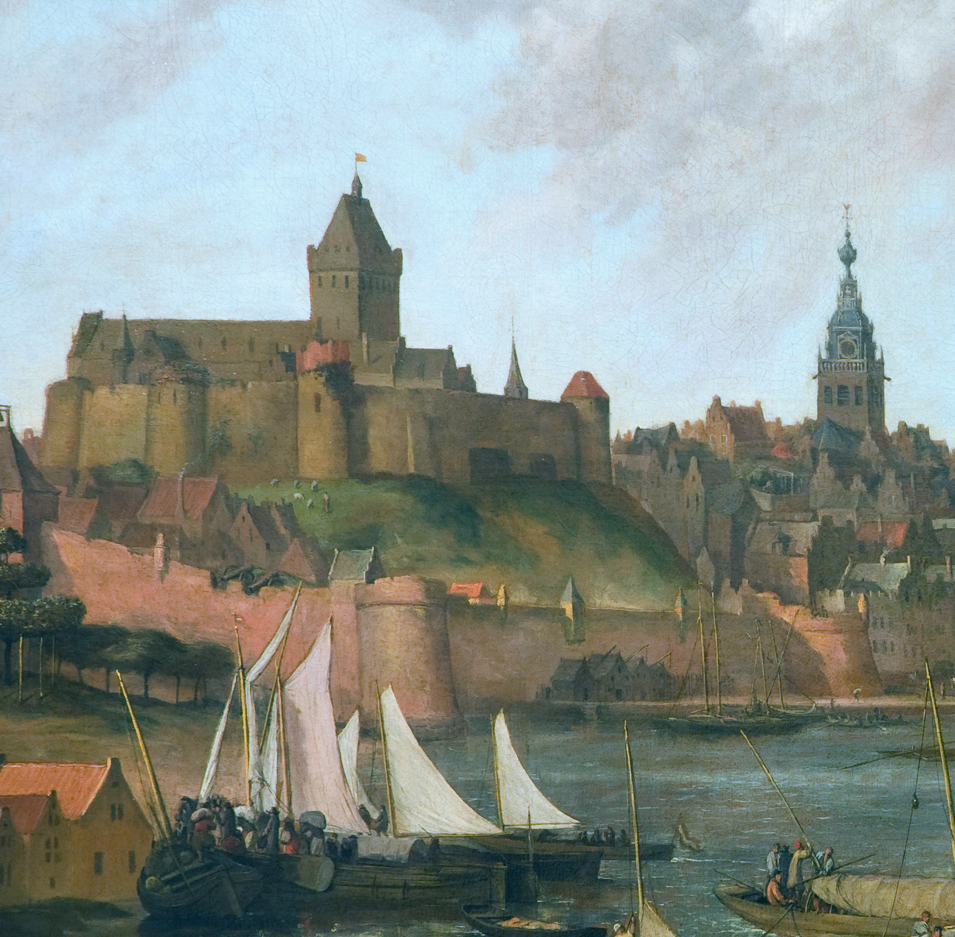
Valkhof von Nordosten, Ölgemälde von Lieve Verschuier, 1670
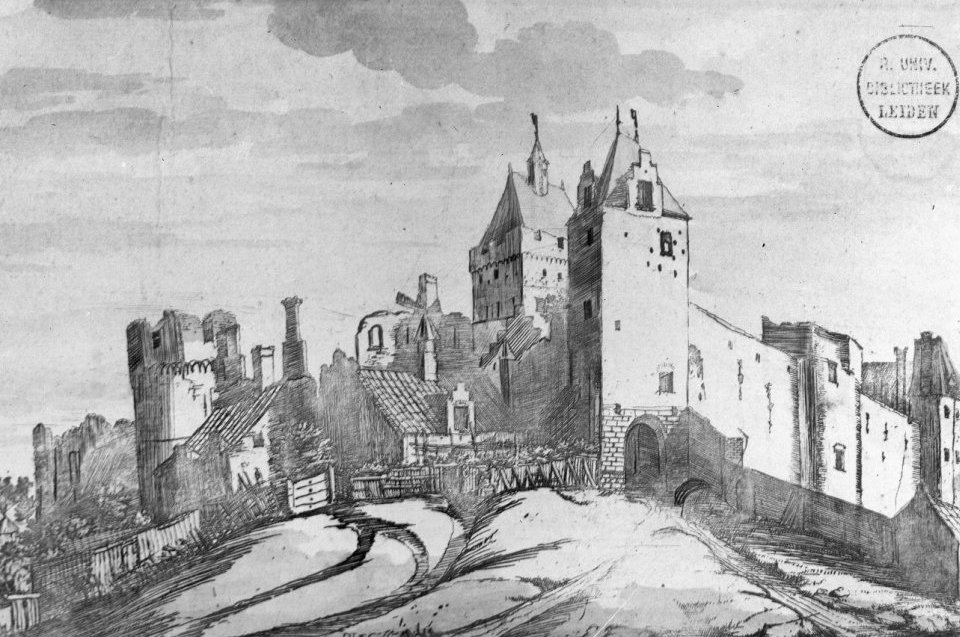
Valkhof von Südwesten, nach Kupferstich von Jan van Call, 1717
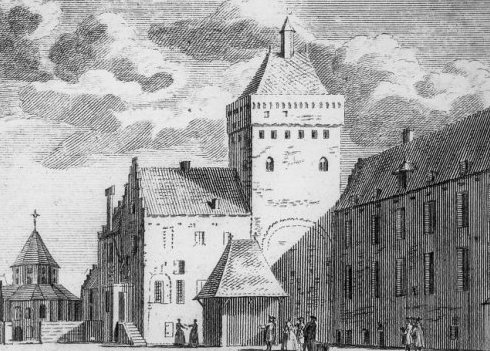
Donjon und Saalbau, Hofseite, nach Zeichnung von Cornelis Pronk, 1728
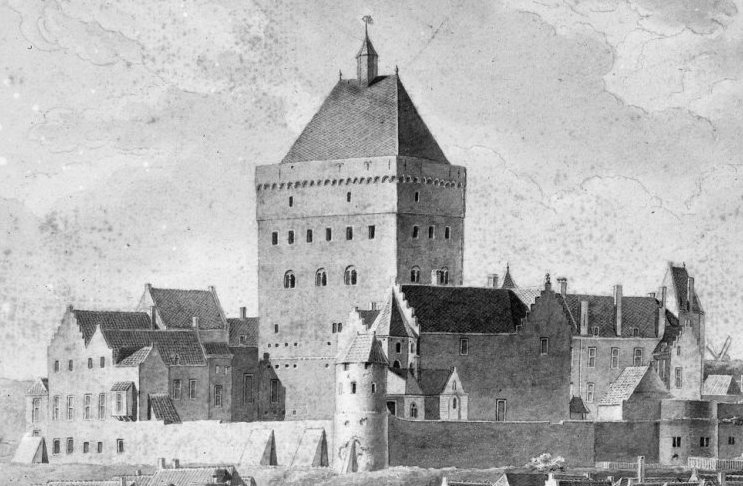
Kernburg mit Donjon, Aquarell von Hendrik Hoogers, 1794
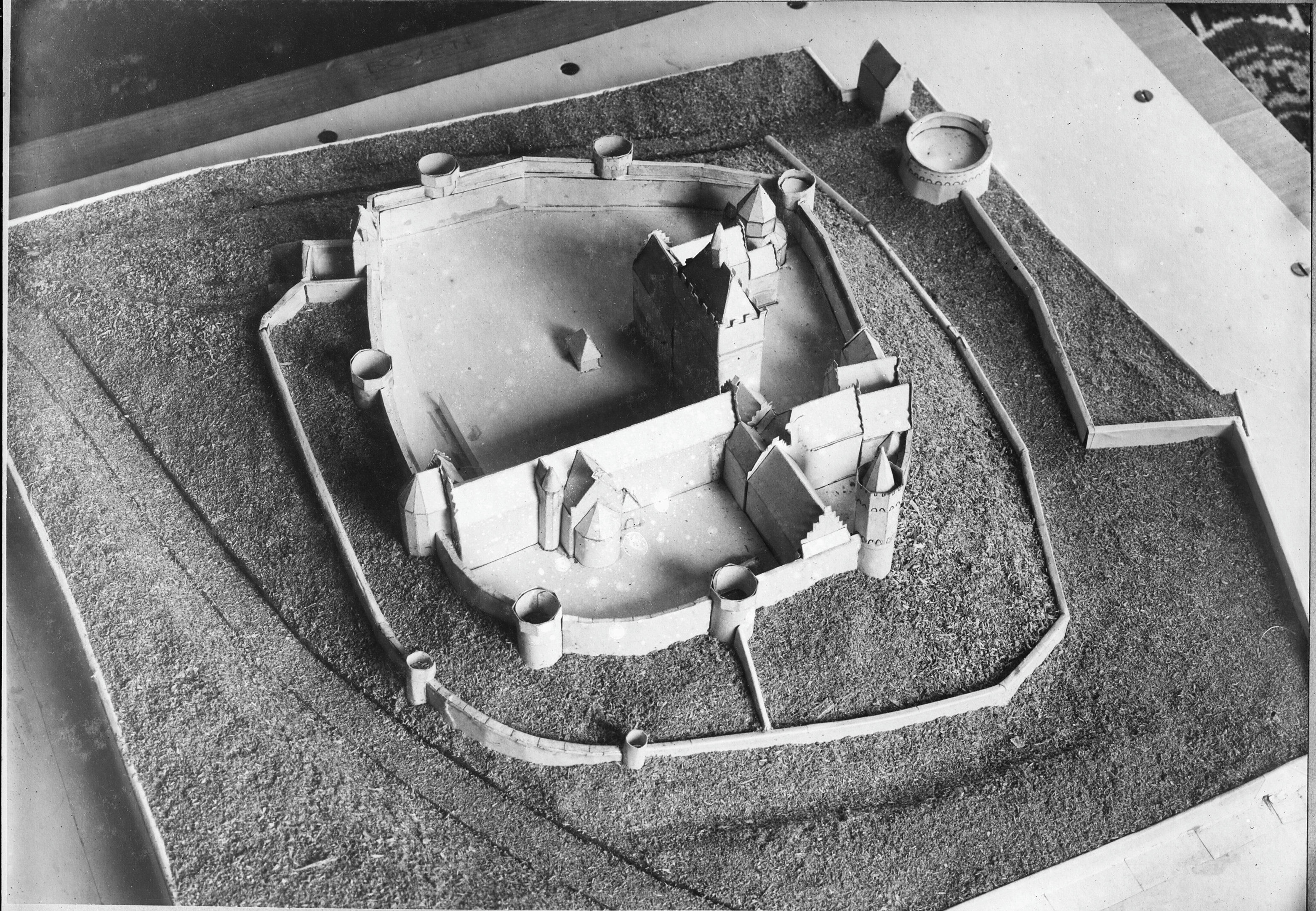
Modell des Valkhofs, Gesamtansicht von Osten
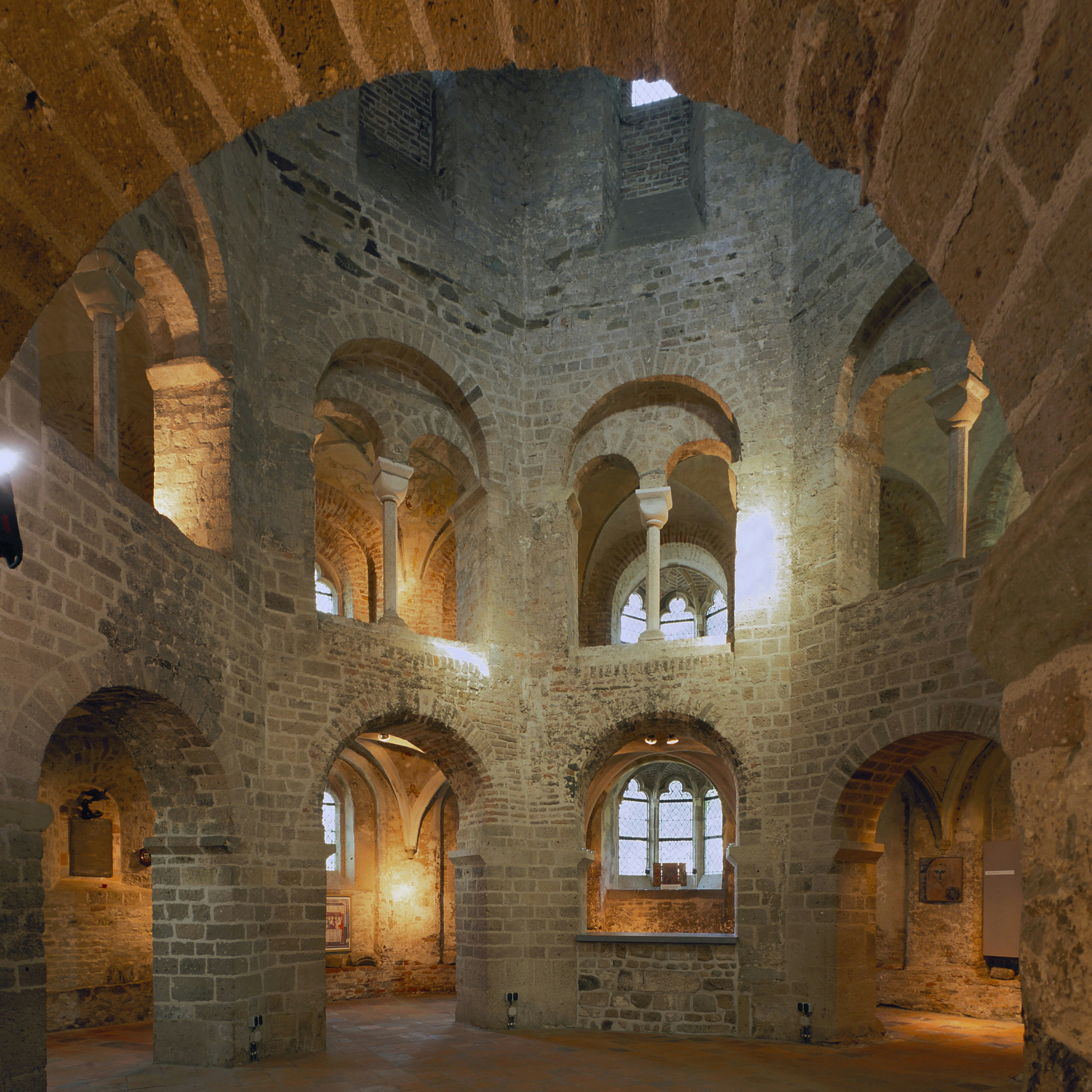
Nikolauskapelle, Blick in das innere Oktogon
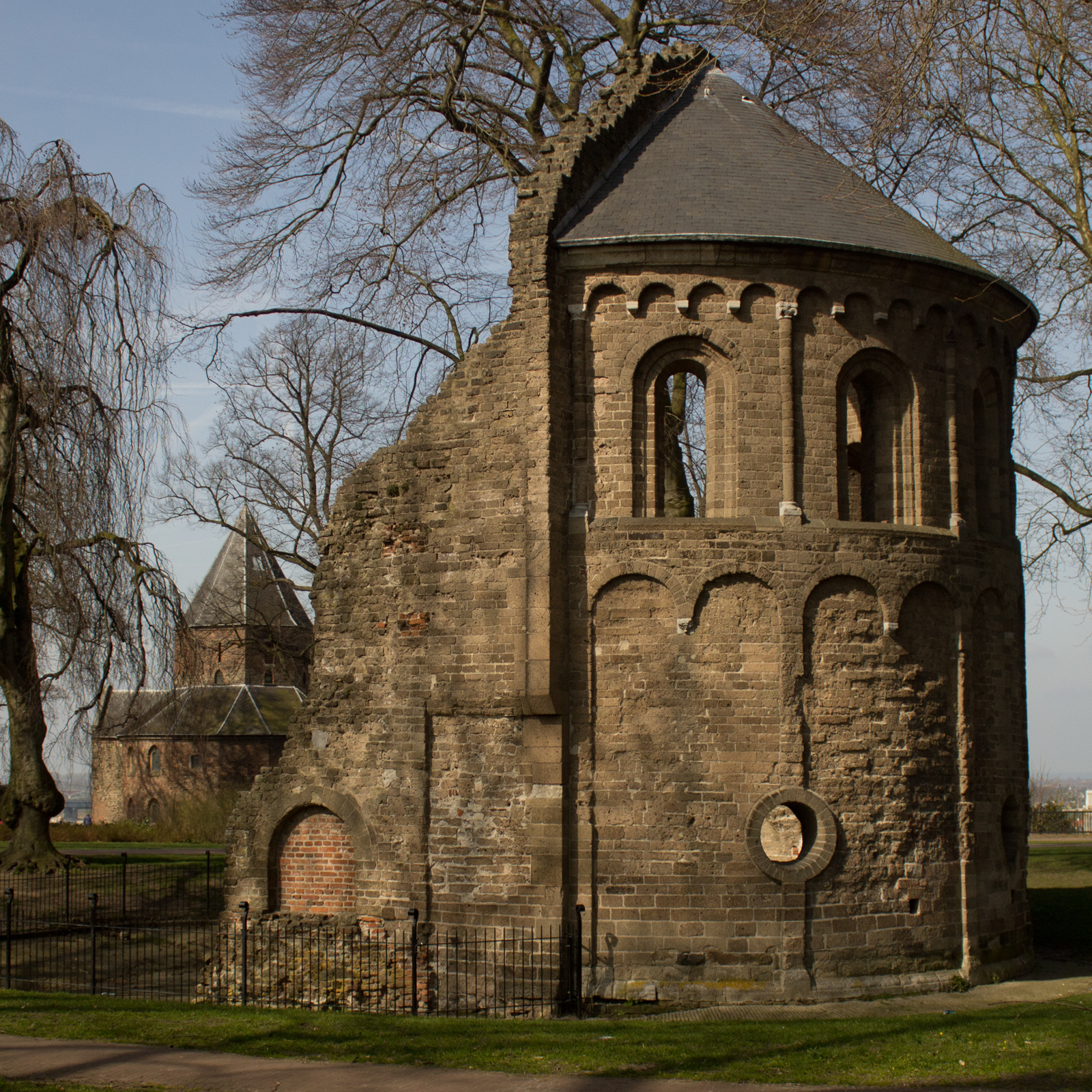
Martinskapelle, Außenansicht der Chorapsis von Südosten
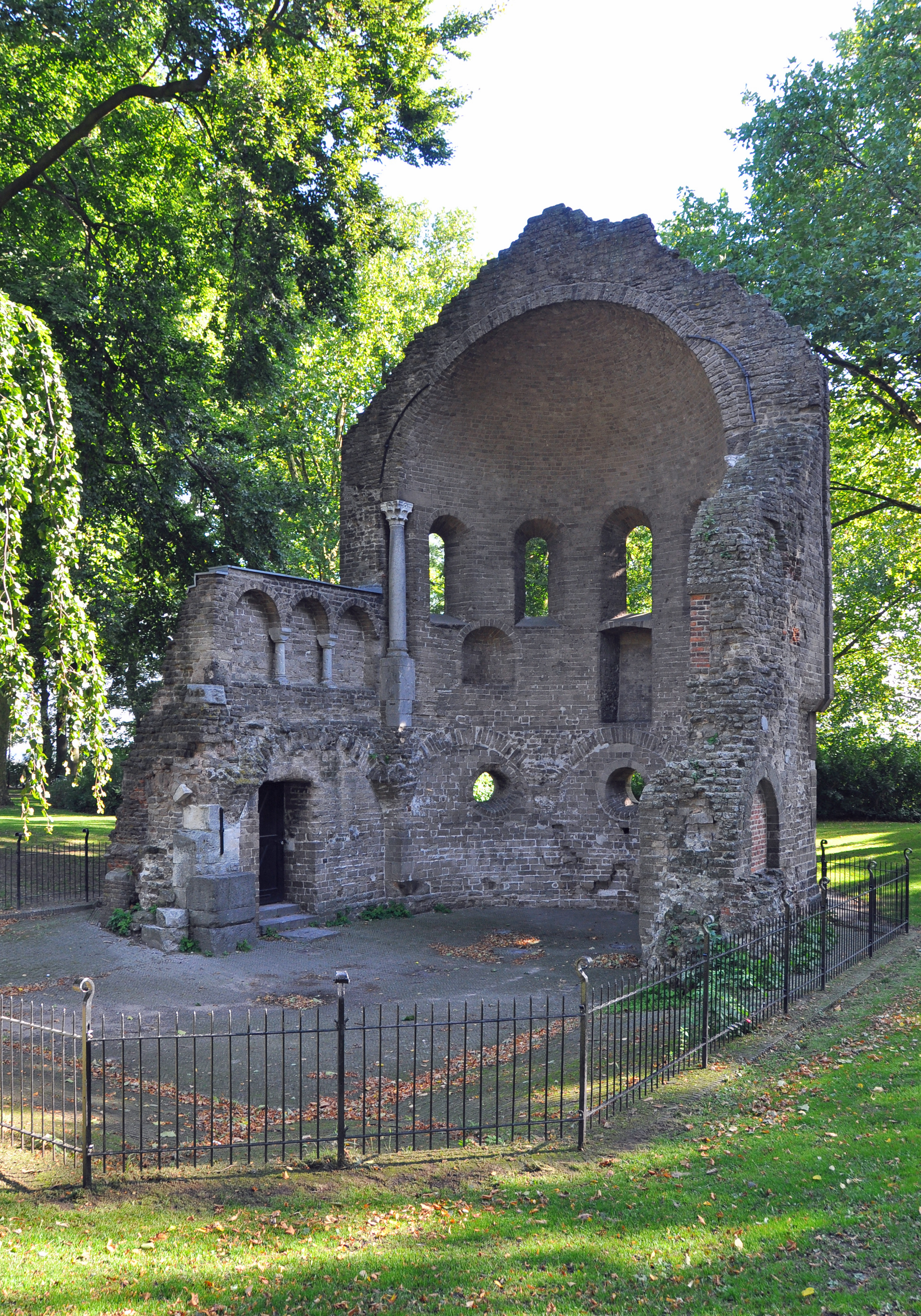
Martinskapelle, Innenansicht der Chorapsis
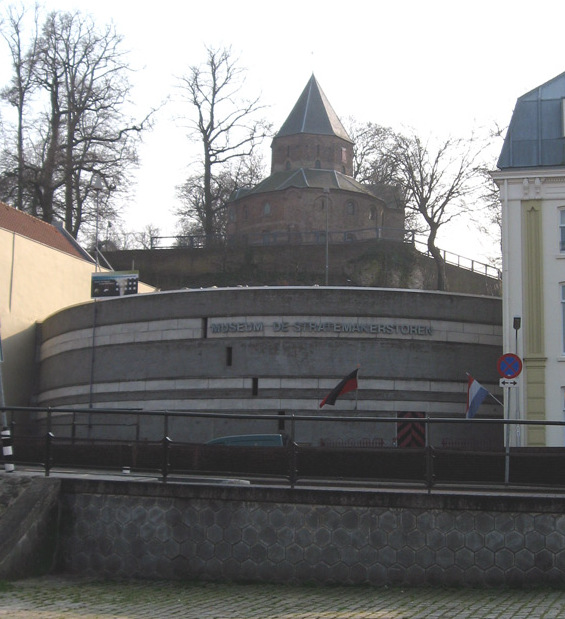
Stratemakersturm, darüber Pfalzmauer und Nikolauskapelle
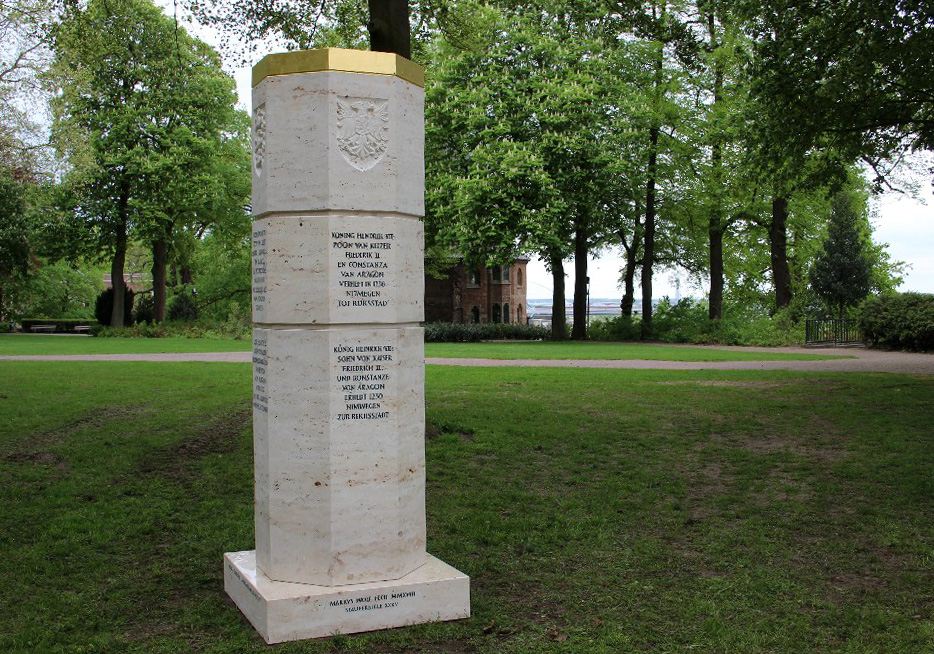
Stauferstele, 2018